# Dê đen Bengal
Dê đen Bengal là một giống dê được tìm thấy trên khắp Bangladesh, Tây Bengal, Bihar và Orissa vùng đông bắc Ấn Độ. Loài này thường có màu đen nhưng cũng có màu nâu, trắng hoặc xám. Dê đen Bengal có kích thước nhỏ nhưng cấu trúc cơ thể của nó chặt chẽ. Sừng của nó nhỏ và có chân ngắn. Một con dê đực trưởng thành nặng khoảng 25 đến 30 kg và con cái có trọng lượng trong khoàng từ 20 đến 25 kg. Giống dê này cho sữa với sản lượng thấp và rất phổ biến ở Bangladesh vì nhu cầu rất thấp về thực phẩm và tỷ lệ sản sinh dê con rất cao. Những con dê đen Bengal đạt được sự trưởng thành về tình dục ở độ tuổi sớm hơn các giống khác. Con dê cái có thai hai lần một năm và sinh từ 1 đến ba con dê mỗi lần. [3] Loài này có thể thích ứng với môi trường dễ dàng và khả năng ngăn ngừa bệnh của nó rất cao.
Giống dê này sản sinh ra thịt và da chất lượng cao. Giống này trở nên phổ biến vì có da chất lượng cao và tỷ lệ sinh sản cao.
Loài này đóng một vai trò rất quan trọng trong việc giảm tỷ lệ thất nghiệp và nghèo đói từ Bangladesh. Chúng có thể ăn hầu hết các loại rau, cỏ và lá, tuy nhiên, lượng cà rốt cao gây tử vong cho chúng.